# Dorel-Constantin Onaca
Dorel-Constantin Onaca (n. 8 iulie 1965) este un fost deputat român în legislatura 1996-2000 ales în județul Arad din partea PDSR.
A fost și vicepreședinte al PRM, poziție din care a demisionat pe 20 iunie 2005.
Onaca a fost senator PRM în legislaturile 2000-2004 și 2004-2008 dar din iunie 2005 a devenit senator independent. În legislatura 2000-2004, Dorel-Constantin Onaca a fost membru în grupurile parlamentare de prietenie cu Republica Finlanda și Regatul Maroc. În legislatura 2004-2008, Dorel-Constantin Onaca a fost membru în grupurile parlamentare de prietenie cu Republica Turcia, Republica Bulgaria și Regatul Suediei. În legislatura 2004-2008, Dorel-Constantin Onaca a inițiat 43 propuneri legislative din care 3 au fost promulgate legi. În 2024, Dorel Constantin Onaca a revenit în PRM.